# زولمس
زلمس (بالألمانية: Solms) هي بلدة، مدينة وبلدة ألمانية تقع في ألمانيا في Lahn-Dill-Kreis. يقدر عدد سكانها بـ 13,693 نسمة .

## المدن التوأمة
مدن La Grand-Combe، Liezen وSchmiedefeld am Rennsteig هي مدن توأمة لـزلمس.